# Kubas flagga
Kubas flagga antogs den 20 maj 1902, men har rötter som sträcker sig tillbaka till mitten av 1800-talet. De tre blå ränderna på vit bakgrund symboliserar landets tre ursprungliga provinser. Den röda triangeln är en klassisk frimurarsymbol som här står för frihet, jämlikhet, broderskap, och som dessutom symboliserar det blod som flutit under befrielsekampen. Den vita stjärnan i triangeln symboliserar nationellt oberoende. Proportionerna är 1:2.
Flaggan har inspirerat till Puerto Ricos flagga, där de blå fälten i Kubas flagga motsvaras av röda fält, och omvänt. Även esteladan (använd av självständighetsförespråkare i främst Katalonien) har hämtat inspiration från Kubas flagga.

## Historik
Kubas flagga skapades 1848 av den venezuelanske generalen Narciso López som använde den under ett misslyckat försök att befria Kuba från det spanska kolonialväldet. Befrielserörelsen hade mycket av sina rötter bland exilkubaner i USA, och hade som mål att göra Kuba till en amerikansk delstat. Detta var troligtvis en av anledningarna till att flaggan påminner om det amerikanska stjärnbaneret. De tre blå banden sades representera haven som omgav ön, och de två vita sades stå för frihetskampens rena patriotism.